# Agustín Prat
Agustín Prat Valdés (Valparaíso, Región de Valparaíso; 10 de febrero de 1923-13 de febrero de 2017) fue un dirigente deportivo chileno responsable de la organización del Mundial de fútbol de Chile de 1962.

## Biografía y carrera pública
Fue hijo de Agustín Prat von Seitz y de Ana Valdés Irarrázaval, y se casó con Inés Petre Neumann. Su tío abuelo fue Arturo Prat Chacón, capitán de la corbeta Esmeralda, hundida durante la Guerra del Pacífico.
En el plano dirigencial, se desempeñó como tesorero del Club de Deportes Santiago Wanderers desde 1955 y se convirtió en presidente de esta institución en 1971.
Participó en el congreso de elección de la sede de la Copa Mundial de Fútbol de 1962, y fue uno de los dirigentes que organizó la cita mundial en Chile. De acuerdo a una entrevista realizada un año antes de su muerte, él era el último dirigente vivo de las 75 personas que intervinieron en la organización. También fue parte de la delegación chilena que participó en el Mundial de fútbol de Inglaterra de 1966.
Su último cargo público fue ser integrante del Tribunal de Honor de la Asociación Nacional de Fútbol Profesional entre 2001 y 2011, puesto al que renunció antes de la asunción de Sergio Jadue.
Fue un destacado voluntario de la Primera Compañía de Bomberos de Valparaíso "Bomba Americana"